# Miria (Mali)
Pour les articles homonymes, voir MIRIA.
Miria est une commune du Mali, dans le cercle et la région de Sikasso.